# أحمد شاه القاجاري‌
أحمد شاه قاجار (21 يناير 1898—21 فبراير 1930) كان شاه إيران (بلاد فارس) من 16 يوليو 1909 إلى 31 أكتوبر 1925 وهو آخر الملوك من الأسرة القاجارية.

## النشأة
لا يعرف الكثير عن حياته قبل اعتلائه العرش. وقد كان مرافقاً لوالده، لكن بعدما رحل والده شعر أحمد بالعزلة والمرارة. نظراً لصغر سنه، تولى عمه آزود الحكم وأصبح المسؤول عن شؤونه. ورث أحمد شاه المملكة في حالة اضطراب، وإحباط من العلاقات مع الإمبريالية البريطانية والروسية، والحكم المطلق من والده.

## تولي الملك

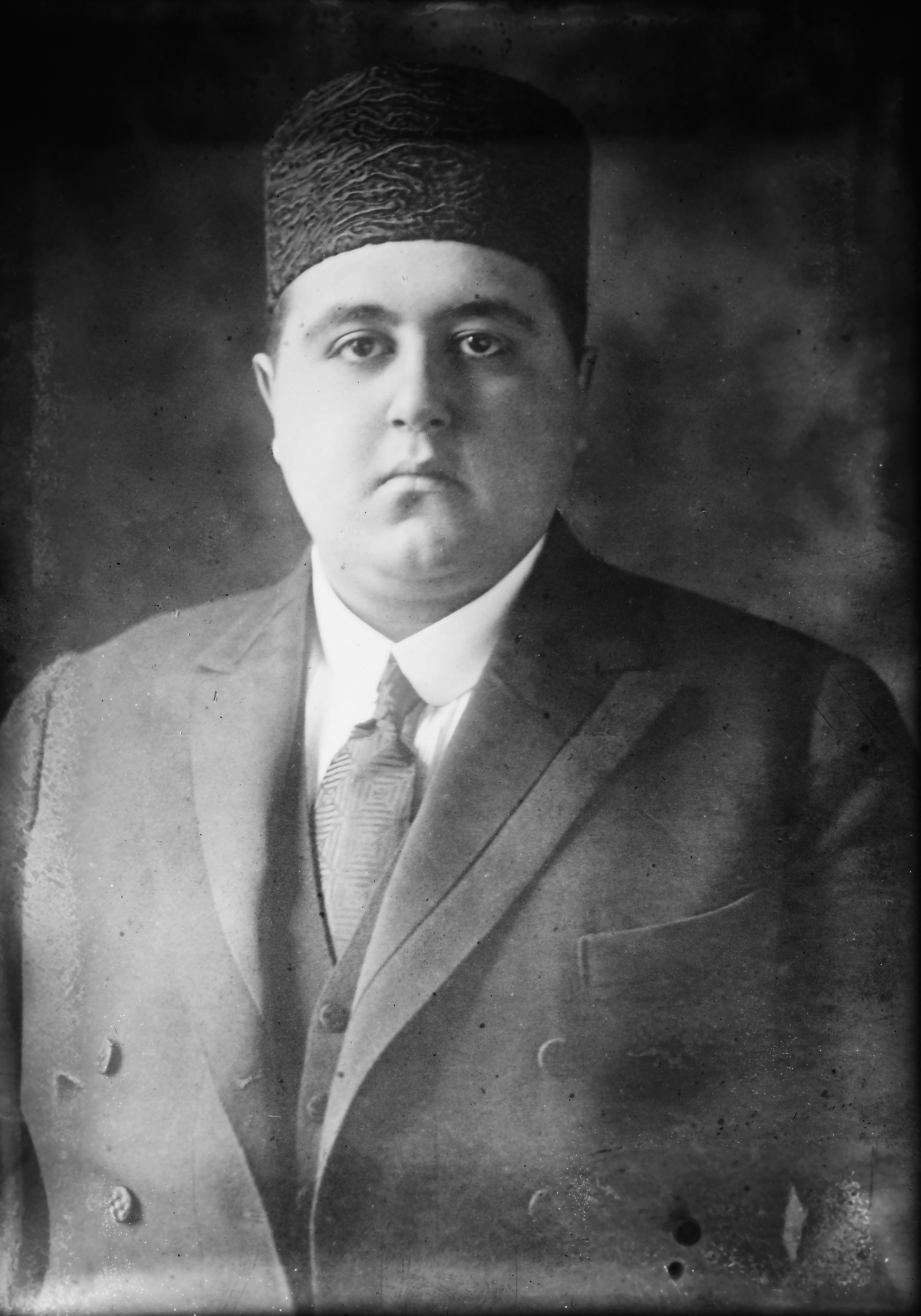
أحمد شاه قاجار

تولى أحمد شاه عرش الطاووس في 16 يوليو 1909، في أعقاب الإطاحة بوالده وسلفه، محمد علي شاه، الذي كان قد حاول في وقت سابق عكس القيود الدستورية على السلطة الحاكمة، وبالتالي غضب غالبية الإيرانيين. ويزعم أن أحمد شاه كان أحد أكثر الملوك ممارسة للديمقراطية في التفكير في بلاد فارس والبعض الآخر رفضه لضعفهِ وعدم اهتمامهِ للأمور السياسية والحكم.
بعد الإطاحة بمحمد علي شاه وخروجه من السلطة، وضع مجلس الشورى الكبير أحمد شاه على العرش. ويتألف مجلس الشورى من 500 مندوب من خلفيات مختلفة. وعقدت محكمة خاصة لمعاقبة جميع الذين شاركوا في الحرب الأهلية، ومن بين الذين أعدموا كان الشيخ فضل الله النوري.
شهدت إيران في عهدهِ إصلاحات جديدة لم تشهدها من قبل. فقد ألغي التمثيل الطبقي؛ وأضاف خمسة مقاعد جديدة للأقليات في مجلس الشورى، منهم الأرمن الذين حصلوا على مقعدين، وغيرهم من الأقليات الدينية مثل الزرادشتيين واليهود والآثوريين، إذ حصلت كل جماعة على مقعد واحد في الحكومة الجديدة، ومجلس الشورى أيضاً، ما أضفى الطابع الديمقراطي على النظام الانتخابي؛ كما قلّص هيمنة الانتخابات في طهران وخفض سن الاقتراع حتى 25-20.

## صعوبات الحكم

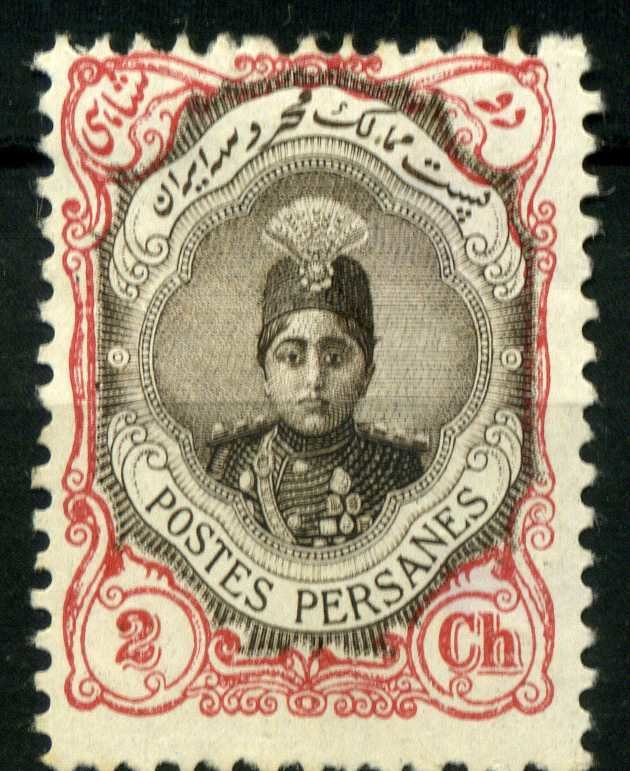
طابع إيراني عليه صورة أحمد مرزا القاجاري

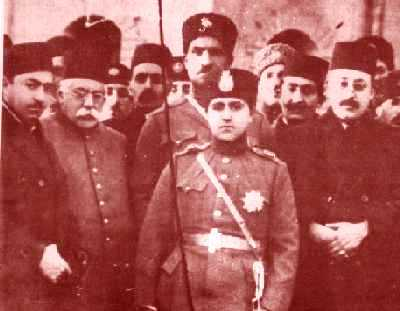
أحمد مرزا القاجاري ويقف خلفه رضا شاه بهلوي

حاول أحمد شاه إصلاح الأضرار التي لحقت بالحكم عن طريق تعيين وزراء أفضل. وعلى الرغم من ذلك، قيل أنه كان حاكماً غير فعال في مواجهة التدخلات الخارجية والاضطرابات الداخلية، ولا سيما بين الإمبراطوريتين البريطانية والروسية. فقد قاد القتال الذي دار بين القوات البريطانية والروسية ضد القوات العثمانية في إيران خلال الحرب العالمية الأولى، وقد تعالت صيحات الشعب ضد هذا القتال، إذ لم يرغب أحد أن تكون البلد ساحة قتال. فقامت حركة محلية في جميع أنحاء البلاد حاولت الطعن في سلطة أحمد شاه قاجار وحكومته.
في عام 1917، استخدمت بريطانيا أرض فارس نقطة انطلاق للهجوم على روسيا في محاولة فاشلة لقلب الثورة الروسية عام 1917. ورد الاتحاد السوفياتي بضم أجزاء من شمال بلاد فارس. وقد حصل السوفييت على تنازلات من إيران أكثر من أي وقت مضى، مما اعتبر الأكثر إذلالاً للحكومة القاجارية. وقد أثار ضعف البيروقراطية المركزية في مواجهة هذا العدوان من قوة خارجية الغضب بين الإيرانيين — بما في ذلك الخميني الشاب الذي سيدين في وقت لاحق كلاً من الشيوعية والملكية والخيانة ضد سيادة إيران وقوانين الإسلام.
وبحلول عام 1920، كانت الحكومة قد فقدت تقريباً كل السلطة خارج العاصمة، وفقد أحمد شاه السيطرة، ولم يكن ليستطيع أن يفعل الكثير لإصلاح الوضع. فقد اختلف المعتدلون والديمقراطيون واشتبكوا في كثير من الأحيان، لا سيما عندما تعلّق الأمر بحقوق الأقليات والعلمانية. وأدت النقاشات بين الأحزاب السياسية إلى العنف ووصل الأمر إلى حد الاغتيالات أحياناً.
وضعت الدولة الاقتصادية الضعيفة فارس أحمد شاه وحكومته في رحمة من النفوذ الأجنبي، أنهم اضطروا إلى الحصول على قروض من بنك الإمبراطورية البريطانية [توضيح الحاجة]. وعلاوة على ذلك، فإن عائدات النفط التي كانت مملوكة لشركة النفط البريطانية الفارسية كسبت إيران فقط جزء صغير. من ناحية أخرى، فإن الجيش الأحمر جنبا إلى جنب مع المتمردين وأمراء الحرب وقضت الكثير من الريف.
في 21 فبراير 1921، أطيح بأحمد شاه في انقلاب عسكري قام به كل من وزير الحرب وقائد حامية القوزاق، العقيد رضا شاه بهلوي، الذي استولى بعد ذلك على منصب رئيس الوزراء. وخلال الانقلاب، استخدم رضا شاه بهلوي ثلاثة آلاف رجل فقط وثمانية عشر مدفعاً رشاشاً. كان انقلاباً غير دموياً. كان رضا شاه بهلوي الرجل الذي ارتقى في صفوف الجيش، ويبدو أنه كان الرجل المناسب لاستعادة السيطرة على بلاد فارس. وكان من أول أفعاله استعادة السيطرة على المعاهدة الأنجلو-إيرانية، واعتبر ذلك تحركاً دبلوماسياً ناجحاً جداً منذ عقد تلك المعاهدة. وبالإضافة إلى ذلك، وقّع اتفاق بين إيران والاتحاد السوفياتي في عام 1921. ألغى هذا الاتفاق جميع المعاهدات السابقة بين البلدين، وقدّم لإيران الحق الكامل في الملاحة في بحر قزوين.

## المنفى والنهاية
انتقل أحمد شاه إلى المنفى في أوروبا مع عائلتهِ في عام 1923 بعد أن جُرّد من جميع صلاحياته المتبقية، وكان افتقار أحمد شاه على ما يبدو للاهتمام بشؤون الدولة الصحية والفقراء هو ما دفعه إلى مغادرة إيران على هذا النحو. وأطيح بهِ رسمياً في 31 أكتوبر 1925، وكانت هذهِ نهاية سلالة قاجار، وظهرت بعد ذلك سلالة بهلوي. وتوفى في 21 فبراير 1930.